# Hans Schwemmer

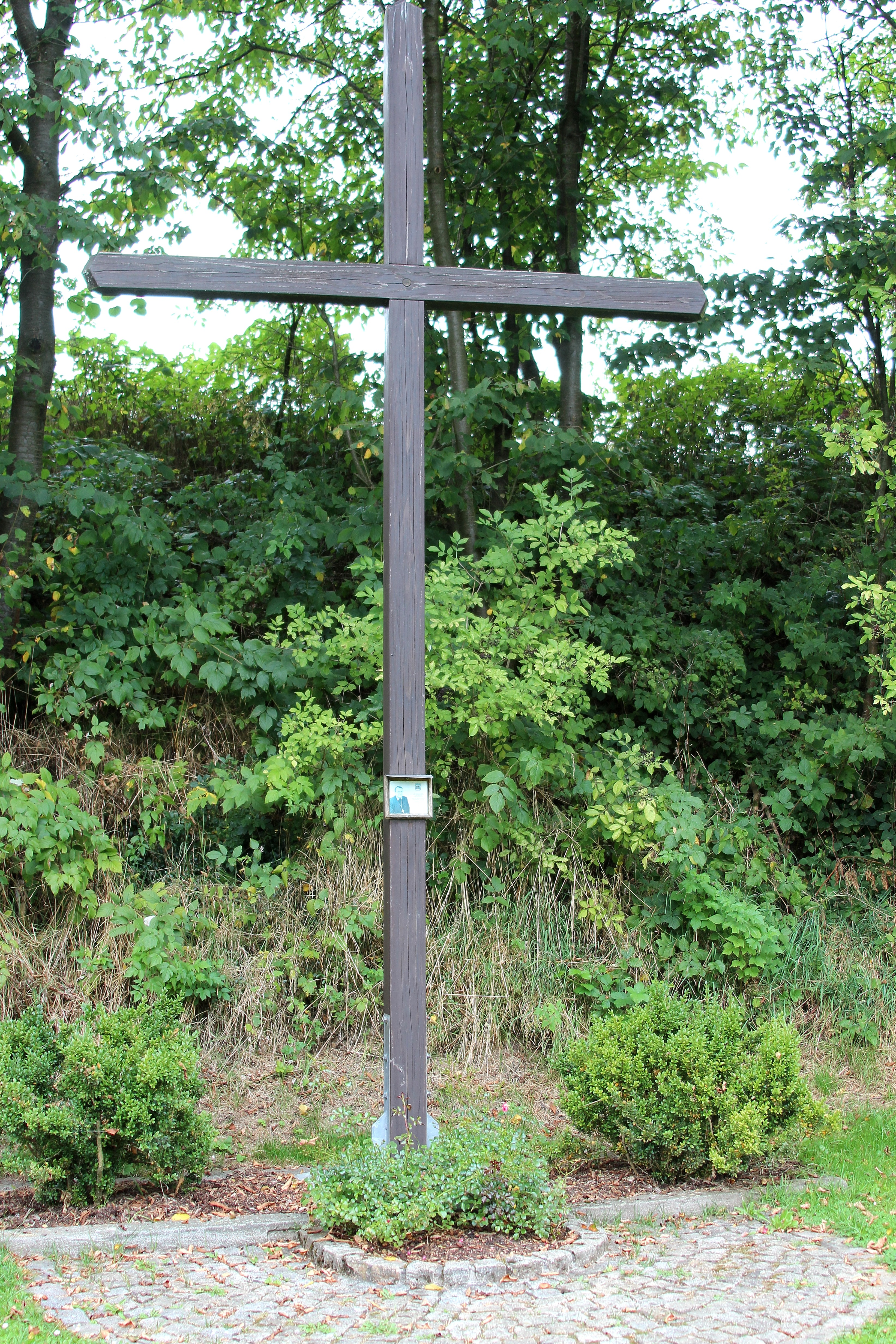
herdenkingskruis voor Hans Schwemmer in Kroau

Hans Schwemmer (Riggau bij Pressath, 11 september 1945 - Cairns, 1 oktober 2001) was een Duitse theoloog en diplomaat van de Heilige Stoel.
Hans Schwemmer bezocht het Augustinus Gymnasium in Weiden. Daarna was hij theologiestudent met toelatingsexamen nummer 1 aan de nieuw opgerichte universiteit van Regensburg. Vervolgens kreeg hij op 3 april de priesterwijding in de Hoge Kathedraal in Regensburg. Aan de Pauselijke Universiteit van Lateranen promoveerde hij in 1978 op zijn proefschrift "The ideal types 'Church' and 'Sect' in the sociology of Religion of Max Weber and Ernst Troeltsch" tot doctor in het canonieke recht. In 1979 werd Schwemmer toegewezen aan de Apostolische Nuntiatuur in India. In 1980 verleende paus Johannes Paulus II hem de pauselijke eretitel van aalmoezenier aan Zijne Heiligheid (Monseigneur). In 1983 werkte hij als secretaris van de Apostolische Nuntiatuur bij de Europese Gemeenschap in Brussel. In 1986 was hij auditor in Argentinië. Vanaf 1988 was hij nuntiatuur-auditor en hoofd van de Duitstalige afdeling van het pauselijke staatssecretariaat.
Op 9 juli 1997 werd Hans Schwemmer benoemd tot titulair aartsbisschop van Rebellum, apostolisch nuntius van Papoea-Nieuw-Guinea en de Salomonseilanden en op 21 september 1997 bisschop gewijd in de Hoge Kathedraal van Regensburg door kardinaal staatssecretaris Angelo Sodano met de hulp van bisschop Manfred Müller van Regensburg en de secretaris van de Congregatie voor de Evangelisatie van de Volkeren Josip Uhač. Zijn bisschoppelijk motto was: In libertatem vocati ("U bent geroepen tot vrijheid"). Tot aan zijn overlijden op 1 oktober 2001 was hij apostolische nuntius tot Papoea-Nieuw-Guinea en de Salomonseilanden. Hans Schwemmer werd begraven op 13 oktober 2001 in de kerk van zijn thuisparochie St. George in Pressath.
- Gemeinsame Normdatei: 123446155
- International Standard Name Identifier: 0000 0000 1413 4545
- Virtual International Authority File: 50135468
- WorldCat: E39PBJwtkdgh3mxJr7xYkVCxXd